# New York Mets
New York Mets (til tider kaldt the Metropolitans) er et professionelt amerikansk baseballhold fra New York. De spiller i National League Eastern Division i Major League Baseball. Deres hjemmebanestadion hedder Citi Field. Tidligere spillede Mets på Shea Stadium.
Mets blev skabt i 1962, fem år efter Brooklyn Dodgers og New York Giants var flyttet fra New York og havde efterladt USA's største by uden et baseballhold i National League. Efter nogle miserable sæsoner vandt holdet divisionen, ligaen og World Series i 1969 på så overraskende vis, at de blev døbt The Miracle Mets. Siden da er det blevet til yderligere fire divisionssejre, tre ligamesterskaber og én ekstra World Series-titel (i 1986).
Efter at have vundet deres division med det mest komfortable forspring i Major League Baseball i 2006, oplevede 2007-versionen af New York Mets det næststørste kollaps i baseballhistorien. Klubben lå ellers i top 5 i National League inden for de fleste traditionelle offensive statistiske kategorier, deriblandt runs, batting average, home runs og OPS, mens pitchingstaben samlet set var nummer 7 med hensyn til earned run average (ERA) og nummer 6 inden for strikeouts. Imidlertid blev klubben overhalet af Philadelphia Phillies på sæsonens næstsidste dag og måtte derfor vinke farvel til en plads i slutspillet.
Blandt de mere fremtrædende spillere i nyere tid for New York Mets kan nævnes hitterne David Wright og José Reyes, der generelt betragtes som værende blandt de absolut mest værdifulde unge spillere i sporten. Desuden er centerfielderen Carlos Beltran og pitcheren Pedro Martinez store profiler.